# Шадриха (Новосибирская область)
Шадриха — посёлок в Новосибирском районе Новосибирской области России. Входит в состав Барышевского сельсовета.

## География
Площадь посёлка — 5 гектаров.

## Население
| 2002 | 2007 | 2010 |
| ---- | ---- | ---- |
| 22   | ↗32  | ↗41  |

## Инфраструктура
В посёлке по данным на 2007 год отсутствует социальная инфраструктура.

## Борьба за присоединение к Бердску
Кирпичную хрущевку на Большевистской, 2 и две типовых 9-этажки на Большевистской, 2а и 2б построили для Речкуновской зоны отдыха. Жители этих многоэтажек всегда считали себя Бердчанами. По свидетельствам почтальона, когда он приносил пенсию жителям этих домов, они встречали его с большой радостью и он всегда уходил с полными карманами конфет, однако в 2021 году для жителей этих домов жизнь разделилась на до и после. Они обнаружили, что их, даже не уведомляя, передали в управление Барышевского сельсовета. 
С тех пор начались восстания. Три долгих года жители Шадрихи боролись за возвращение в родную Бердскую гавань. В результате протестов и петиций главы Барышевского сельсовета и Бердска пришли к соглашению, по которому Бердские дома возвращаются на Родину, однако также в качестве репараций передается ряд домов, которые исторически принадлежали Шадрихе. Однако это привело к бунтам и экстремисткой деятельности со стороны шадрихинцев.
На данный момент линия бюрократии остается неопределенной и конфликт продолжается